# キルト

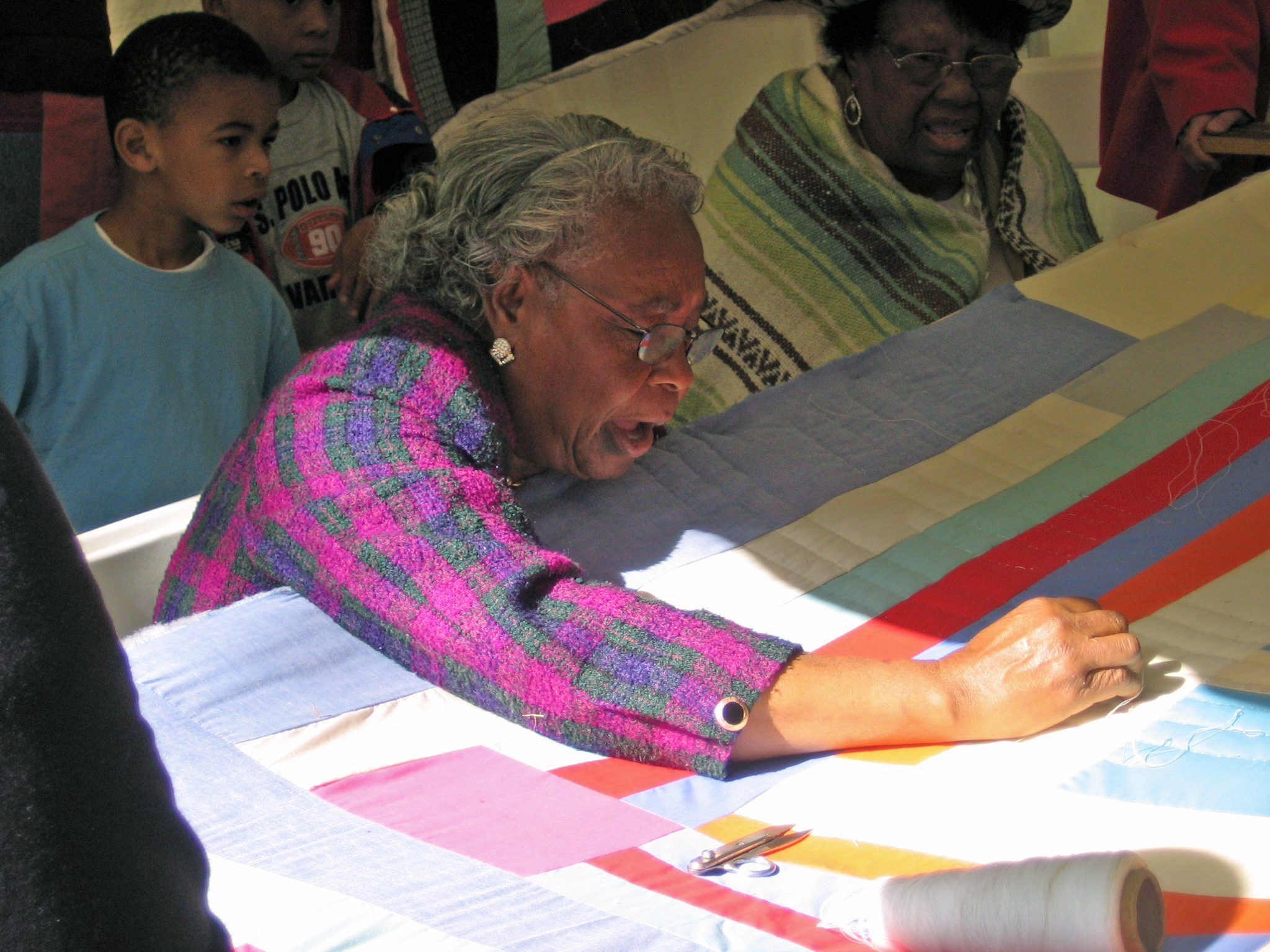
「ジーズベンドのキルト」を刺す女性

キルトは、表布（トップ、キルトトップ）と薄い綿を重ね合わせ、キルティングと呼ばれる縫製を施したものである。多くの場合、裏布を加えて３層構造とする。綿の厚みによって生み出される陰影が、キルトならではの豊かな表情を作り出す。
キルティングは、単に生地を縫い合わせるだけでなく、綿を固定し、表布と裏布を一体化させる役割を担う。この工程によって、キルトは独特の立体感と保温性を獲得する。また、キルティングの針目やパターンは、デザインの重要な要素となり、多様な表現を可能にする。

## 服飾資材のキルティング
キルティングとは、針と糸を用いて、ミシンまたは特殊なロングアームキルティングシステムにより機械的にステッチを施し、少なくとも２層の生地を結合する工程を指す。このステッチの配列は、生地の全ての層を貫通することで、立体的な膨らみを持つ表面を創り出す。
通常、３層で構成される場合、最も外側の布地はキルトトップ、中間層は中綿または断熱材、そして最下層は裏地と呼ばれる（裏地が存在しない場合もある）。
キルティングにおけるステッチのパターンとして、菱形（ダイヤ柄）が最も一般的である。しかしながら、型紙を作成依頼することや、既存の柄に沿って精密にミシンをかけることにより、あらゆる種類の模様を表現することが可能である。

## 手芸としての各地のキルト
布に綿などの詰め物を挟み込み、縫い合わせる技法、あるいは端切れを縫い合わせて一枚の布に仕立てる技法は、世界各地に存在し、古代エジプトにおいてもすでに用いられていたと推測される。しかしながら、本項では、ヨーロッパに起源を持ち、アメリカ合衆国において発展したキルト（Quilt）の技法について記述する。
特筆すべき点として、スコットランドの伝統衣装であるキルト（kilt）は、本項で解説するキルト（quilt）とは全く異なるものであることを明記する。
日本においては、多種多様な色彩の布片を縫い合わせたパッチワークキルトが主流となっている。

### ヨーロピアンキルト
キルトは、ヨーロッパの寒冷な地域において、保温の目的で布地に綿を挟んだことが起源であると考えられている。
中世の時代には、トリスタンキルトなどが十字軍の遠征に伴い、ギャンベゾンをはじめとする防護服や保温着としてヨーロッパ各地に広まった。その後、上流階級の女性たちの間で手芸として発展し、多様な技法が生み出された。
そして、時代は下り、清教徒のアメリカ移民とともに、キルトは新大陸へと伝えられた。

### アメリカンキルト
アメリカンキルトは、布地の有効利用を目的として、余った布や端布をつなぎ合わせて制作されたのが始まりであると言われている。その黎明期においては、布の利用に主眼が置かれていたため、装飾的なモチーフの制作は行われなかった。
産業革命以降、人々の生活に経済的なゆとりが生まれると、キルトにも装飾性が求められるようになった。この潮流の中で、多様なモチーフが考案されるに至った。特筆すべきは、南北戦争の時代に、これらのモチーフが暗号文の作成に用いられたという伝説が残っている点である。

1800年代半ばからは、「キルティング・ビー」と称される、多数の女性が一枚のキルトを共同で制作する集まりが開催されるようになった。この集いは、当時の女性にとって重要な社交の場としての役割を果たした。

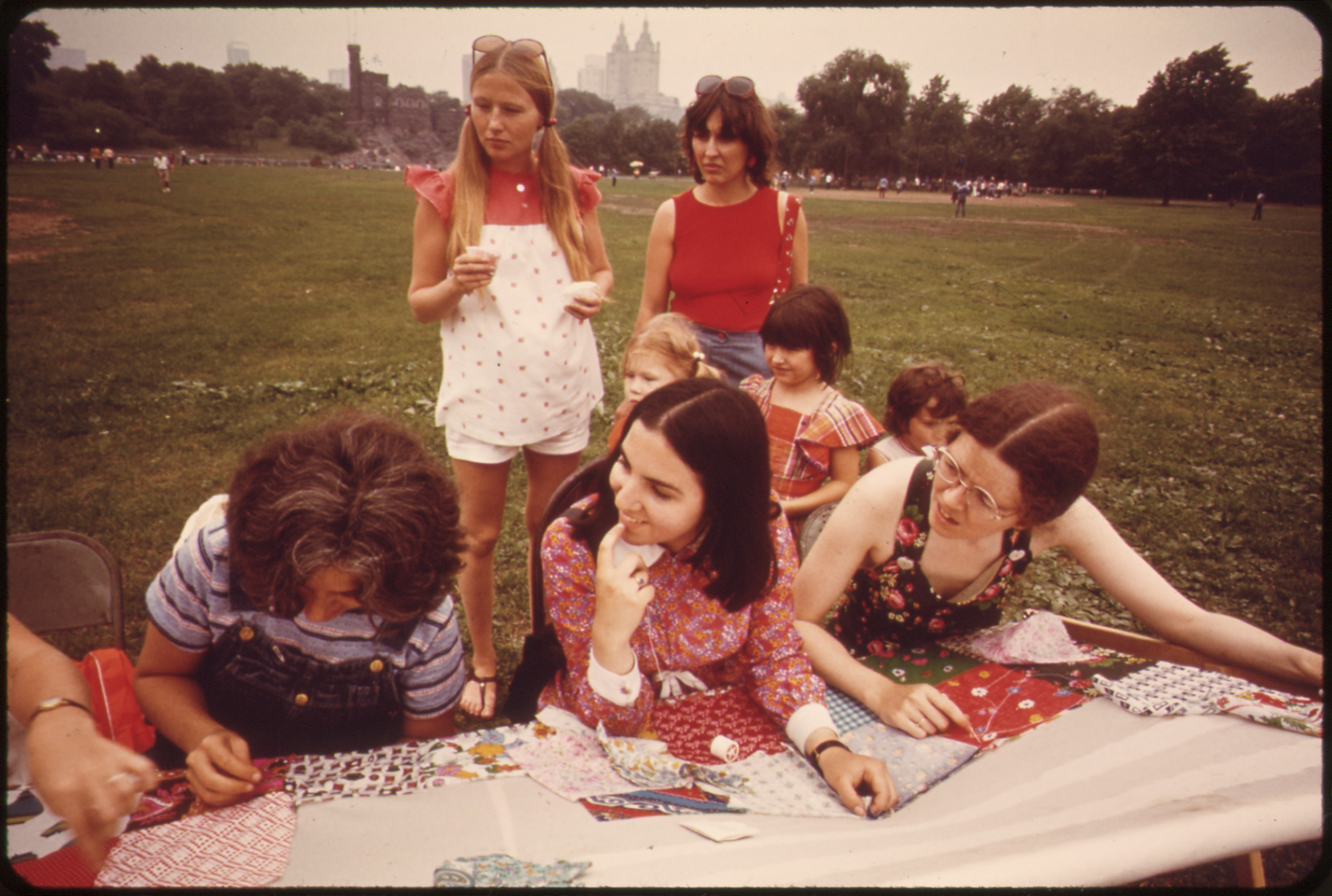
スザンヌ・サズ撮影のキルティングデザイン・ビー(1973年)

女性の社会進出が一般化した20世紀初頭、キルトは一時的に衰退の様相を見せた。しかし、1970年、キルト研究家ジョナサン・ホルスタインが自身のコレクションを公開したことを契機として、キルトは芸術の一分野、すなわちキルト・アートとして新たな評価を得るに至った。

#### ボルチモアキルト（バルチモアキルト）
ボルチモアキルトは、1840年代から1860年代にかけて、アメリカ合衆国メリーランド州ボルチモアの女性たちによって制作されたアルバム・スタイルのキルトである。ボルチモア・アルバム・キルトとも称される。
これらのキルトは、メソジスト教会の女性たちが献金活動の一環として製作したり、牧師への贈り物、あるいは結婚の祝品として作られることが多かった。その特徴として、鮮やかで多様な花々のアップリケや、風景を写実的に表現した模様が挙げられる。

今日においては、往時のボルチモアキルトの制作手法に倣って作られたキルトも、一般的にボルチモアキルトと呼ばれることがある。

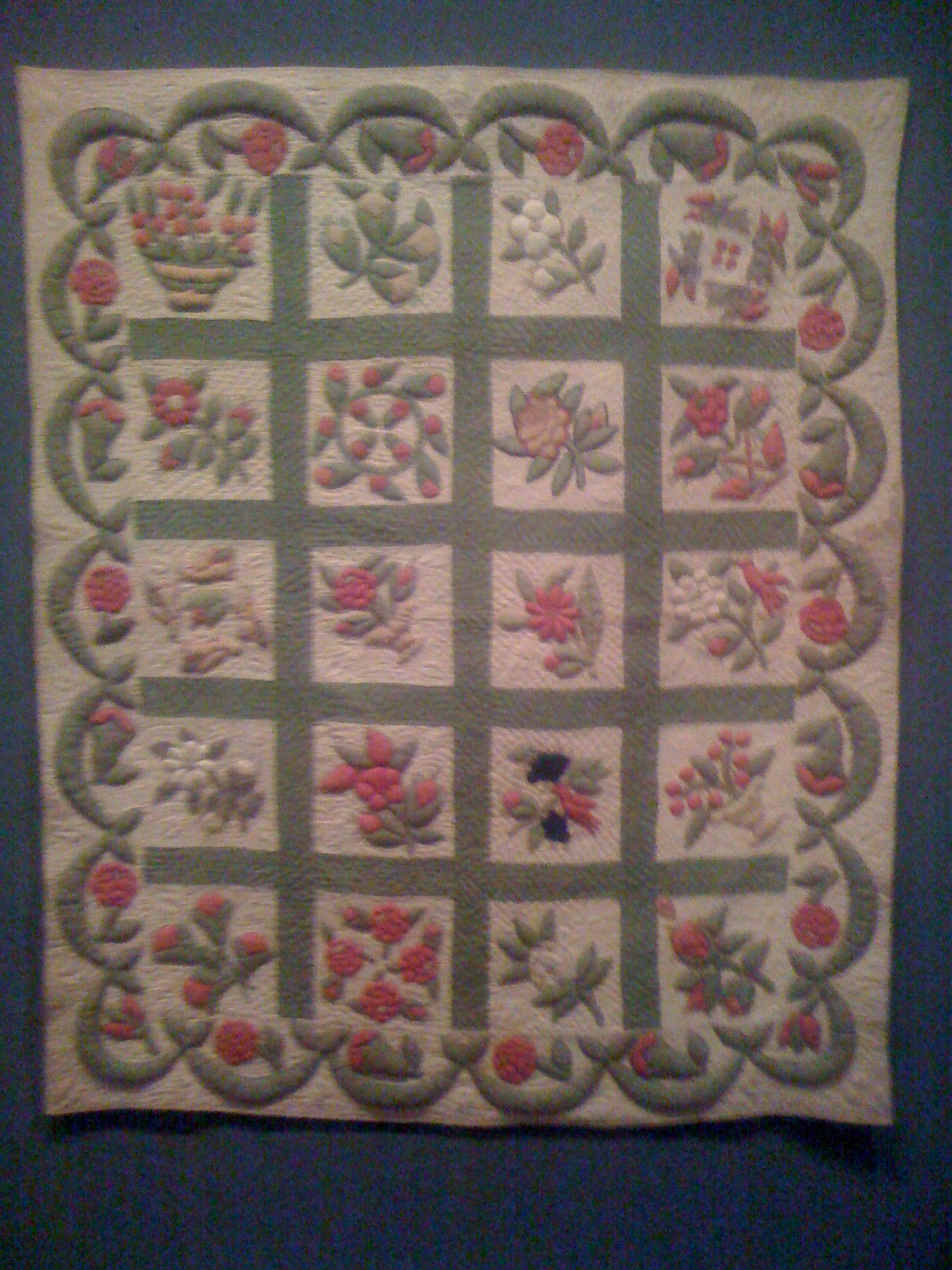
ベビーベッドアルバムキルト（1850年頃)

### アーミッシュキルト
アーミッシュキルトは、北米のアーミッシュによって制作される独特なパッチワークキルトである。その際立った特徴は、柄物の布地を一切用いず、深みのある無地の布のみを用いて構成される、精緻な幾何学模様にある。

アーミッシュキルトの図案は、伝統的なパターンに基づきながらも、製作者の個性や創造性が反映される。シンプルでありながらも、その色彩の組み合わせや配置の妙によって、力強く、そして奥深い美しさを表現する。素材となる布地の質感や針仕事の細やかさも、キルトの品格を高める重要な要素となっている。

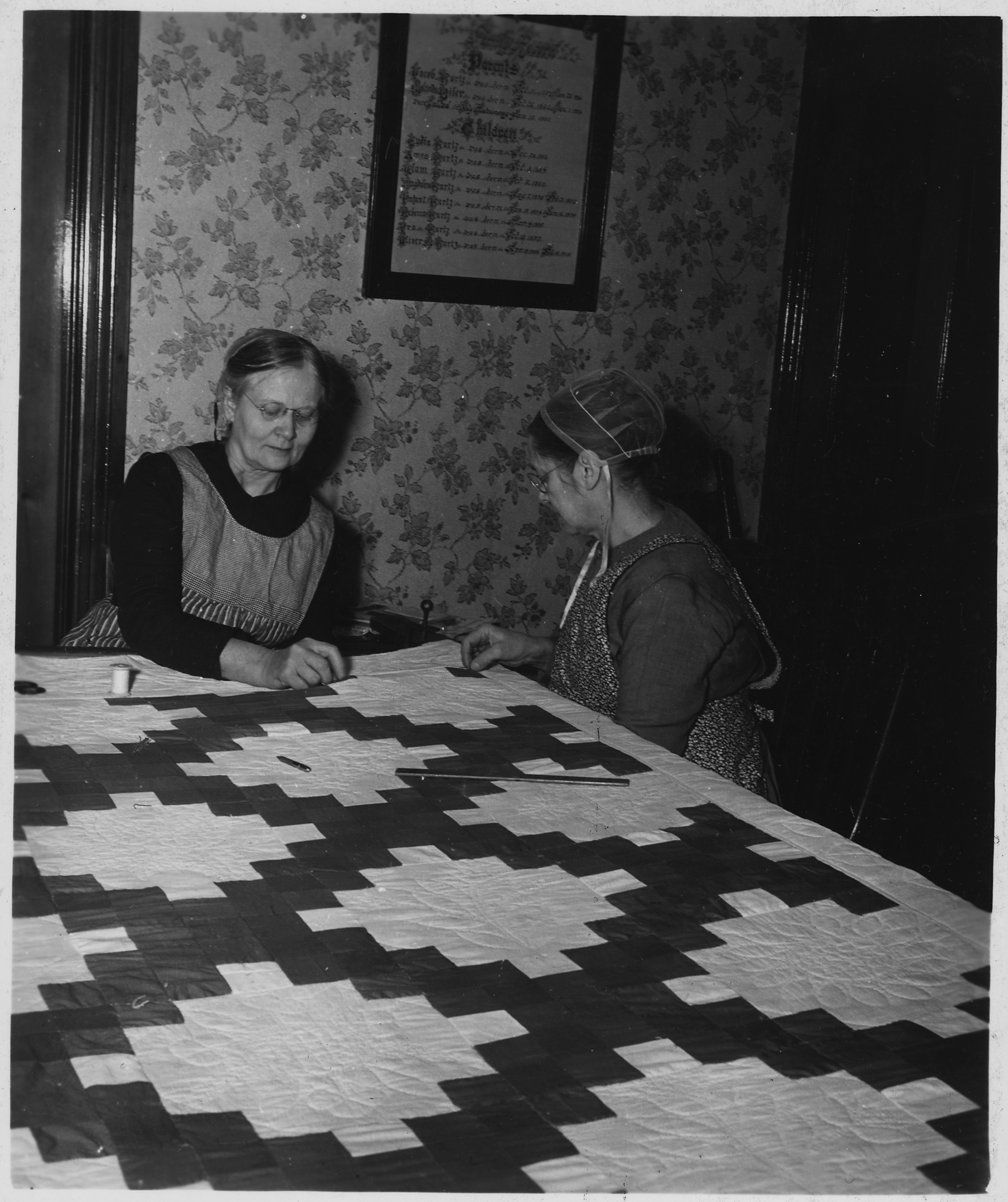
ペンシルベニア州ランカスター郡のキルティングビー(1941年)

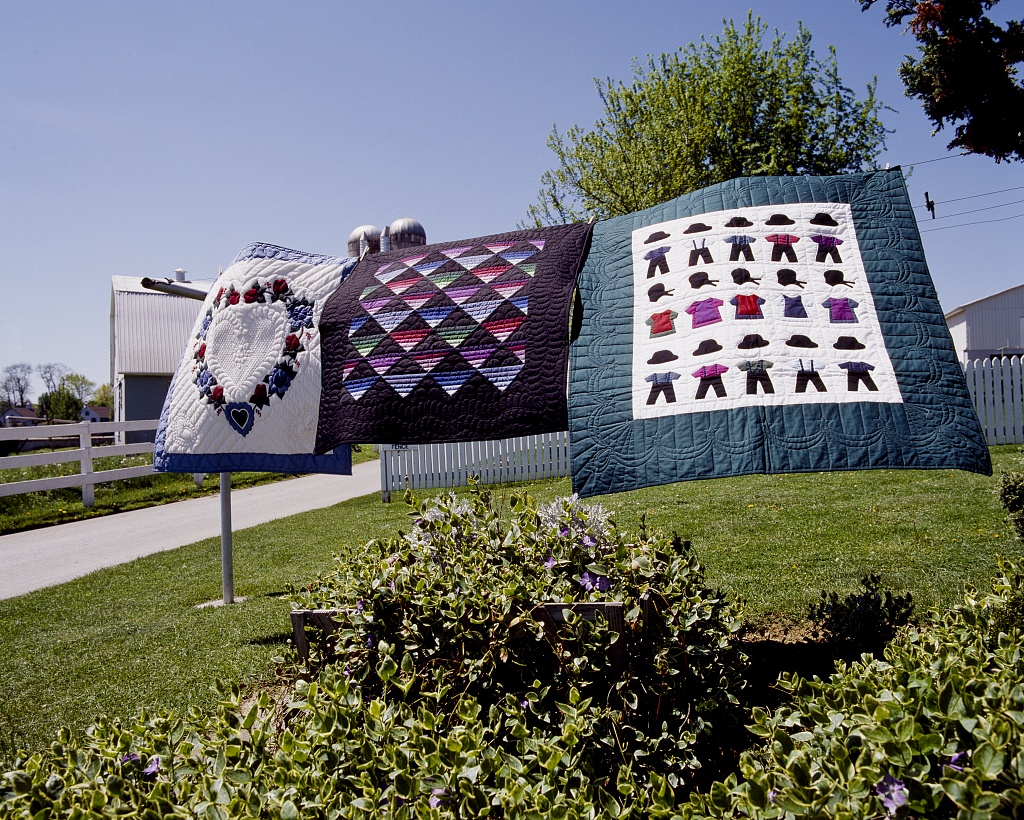
キャロル・M・ハイスミスのアーミッシュカントリーキルト

### ハワイアンキルト

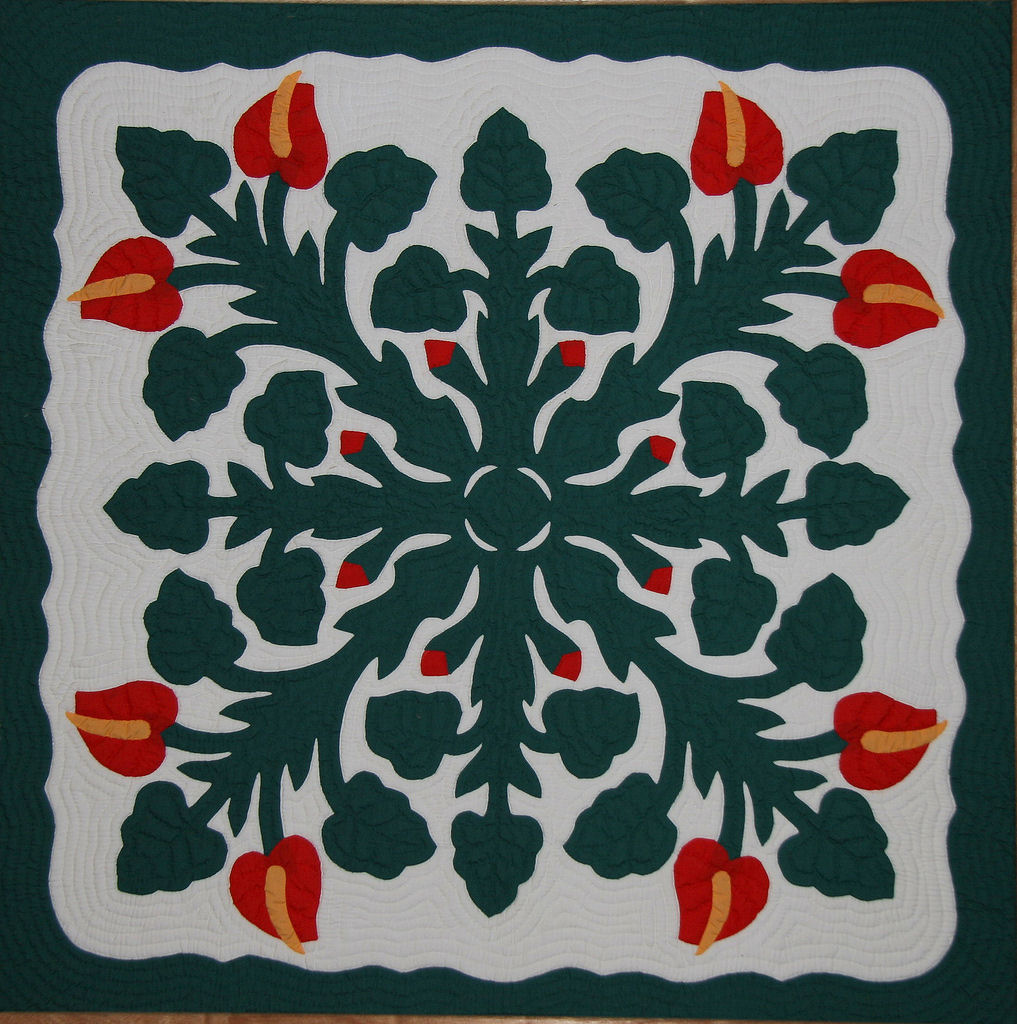
ハワイアンキルト

1820年代にイギリス人宣教師によって伝えられたパッチワークキルトが独自に発展したもの。大判の一枚布を8つに折り畳んでカットするため、左右対称のモチーフができる。ハワイでは、ハギレを利用する習慣がなかったため、大判の布をあえて細かく裁断して使用したといわれている。パイナップルや花などのモチーフが特徴。

### ジャパニーズキルト
「日本のキルト」という語が刺し子を指す場合がある。しかしながら、一般的には刺し子はキルトの範疇には含められない。

ジャパニーズキルトとは、日本の伝統的な美意識に基づいた配色が施されたキルト、あるいは日本の自然や文化を象徴する和の素材を用いて制作されたキルトを指すことが多い。これらのキルトは、単に欧米から伝来したキルトの様式を模倣するのではなく、日本の風土や歴史の中で育まれた独特の感性や技術が反映されていると言える。

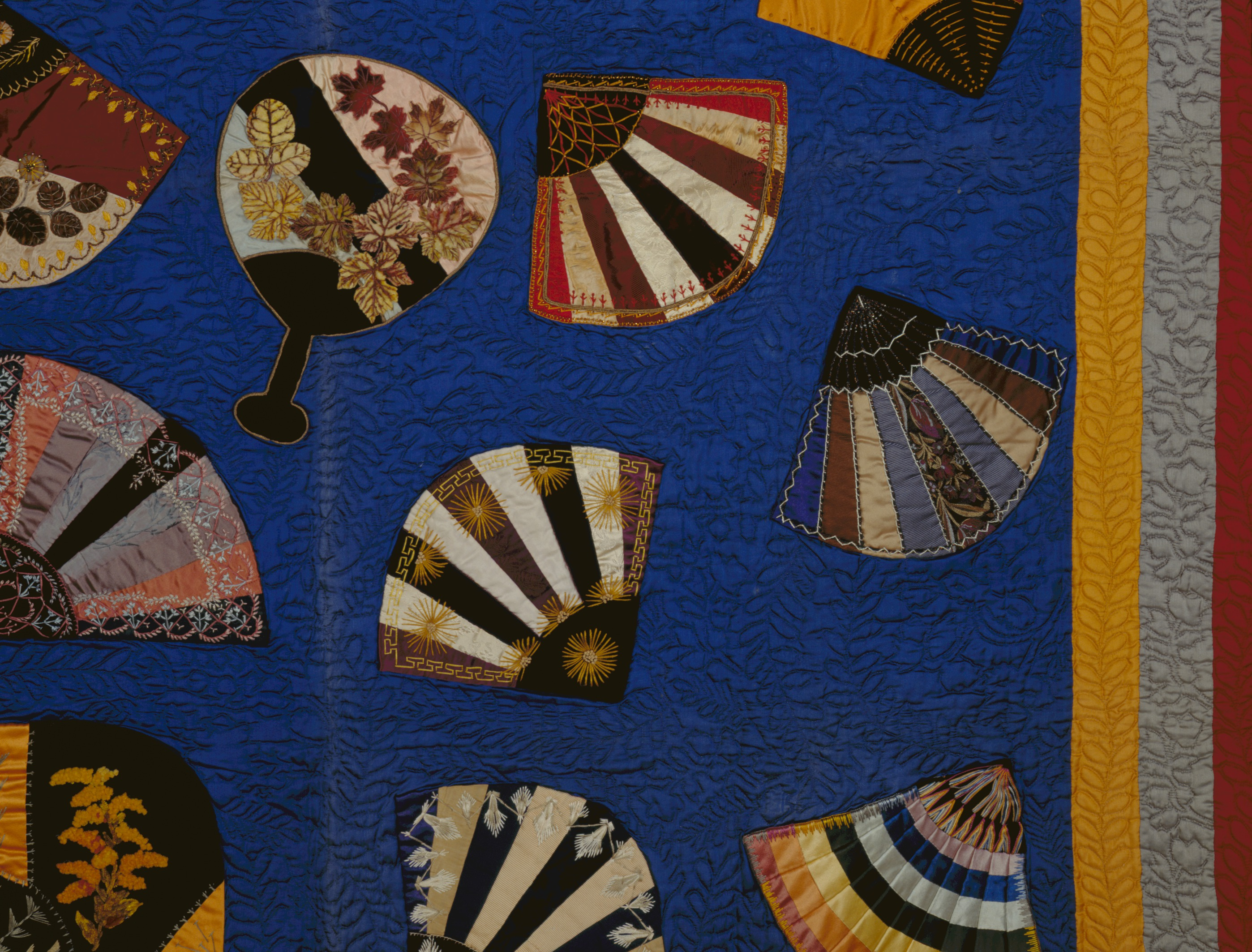
1850年頃のアップリケキルト(ミズーリ歴史博物館蔵)

1975年に資生堂の主催で開催されたキルト展において、ジョナサン・ホルスタインのコレクションが公開されたことから徐々に『キルター』と呼ばれる愛好家が増え、アメリカに次いでキルトが盛んになった。
当初はパッチワークキルトが主流だったが、トラプントやスラッシュキルト、クレイジーキルトなどさまざまな技法を取り入れ、発展している。

しかし、日本においてキルトは趣味の範囲にあり、生活に根ざしたものとはなっていない。

### アイランドキルト（カオハガン）
フィリピンのカオハガン島で作られたキルト。自由な配色と南国的な明るいデザインが特徴。1990年にカオハガン島を購入した崎山克彦夫妻が、現地の住民に伝えたキルトが元になっている。島の観光資源として注目されており、日本から招かれたキルト作家が技術指導にあたっている。

## 技法

### パッチワークキルト

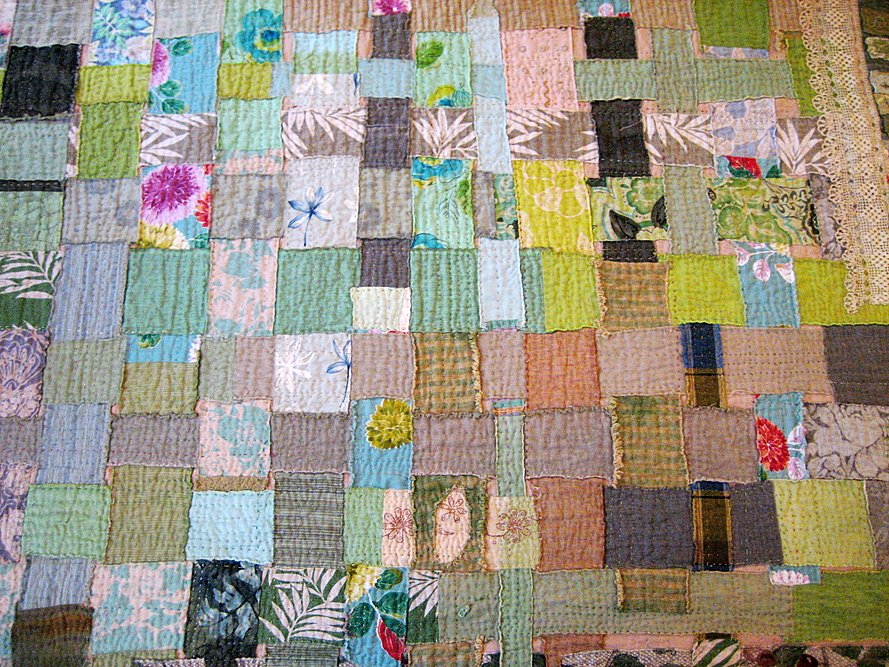
パッチワークキルト

布をはぎ合わせて一枚の布にしたもの(パッチワーク)を、トップにして作ったキルト、パッチワークキルト。ペーパー・ピーシングという台紙に図案を写し、その台紙ごと布を縫いつないでいく技法もある。
パッチワークはエジプトで紀元前3、400年からあり、インドやパキスタン､アジア等でも伝統的に行われている｡チャイナ・パッチワークやポジャギ(韓国)が知られる｡

#### ストリングキルト（ストリッピーキルト）
パッチワークキルトの一種で、紐状の布を直線的にはいで作る。

### アップリケキルト

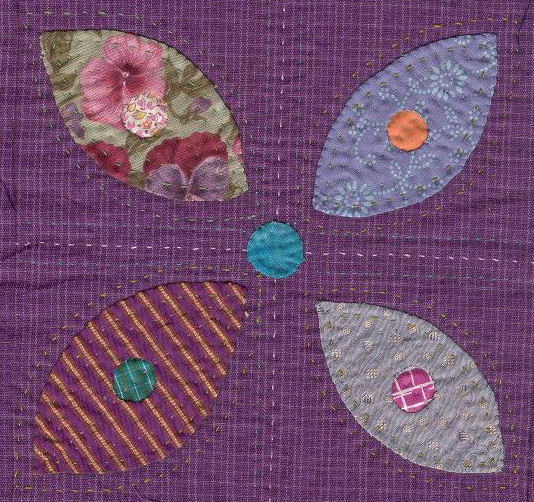
アップリケキルト(部分拡大)

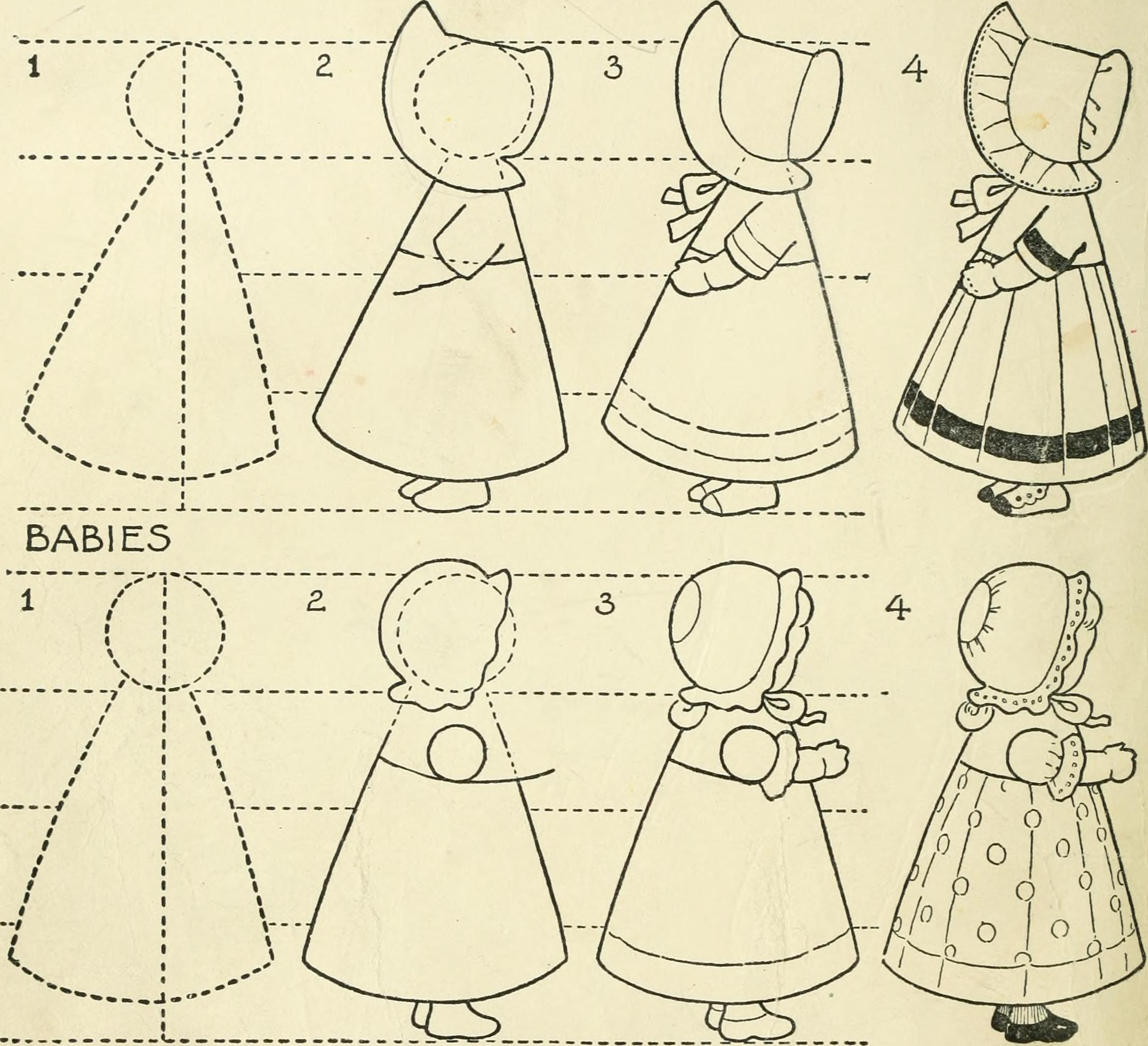
エドウィン・ジョージ・ラッツ『Drawing Made Easy: A Helpful Book for Young Artists; The Way to Begin and Finish Your Sketches, Clearly Shown Step by Step (Classic Reprint)』のサンボンネットの赤ちゃん

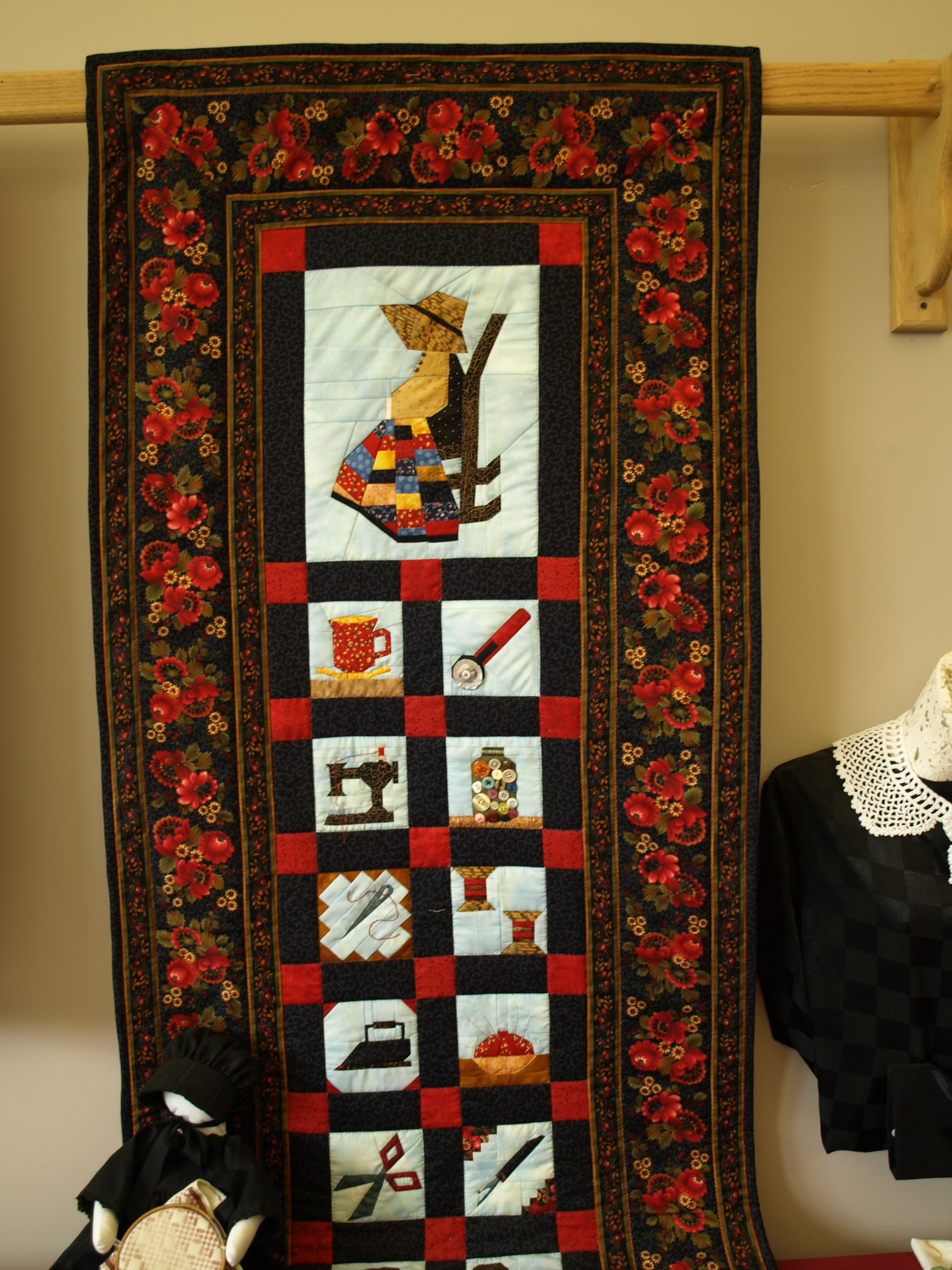
カナダスタインバッハのメノナイト・ヘリテイジ・ビレッジに展示させているキルト

アップリケキルトは、土台布の上に様々な形に切り抜かれた布片（モチーフ）を縫い付ける技法、すなわちアップリケを用いてキルトのトップ（表面）を構成するキルトの一種である。この技法により、花や動物、幾何学模様など、多種多様なデザインを表現することが可能となる。ハワイアンキルトもまた、アップリケキルトの代表的な例の一つとして知られている。
アップリケキルトにおいては、他のキルト技法と同様に、様々なデザインのブロックが用いられることがある。例えば、「ドレスデン・プレート」や、愛らしいボンネットを被った少女のモチーフである「サンボンネット・スー」（日本では「スーちゃん」という愛称で親しまれている）などが、その代表的な例として挙げられる。

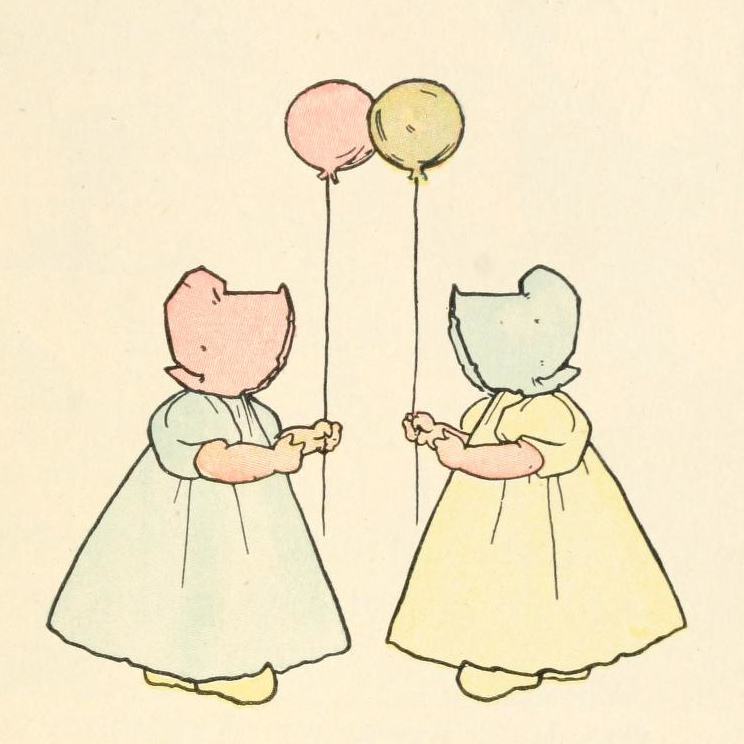
ユーラリー・オズグッド・グローバー著 バーサ・コーベット・メルチャー絵『オランダのサンボンネットの赤ちゃん』(1915)

「サンボンネット・スー」の起源は、20世紀初頭にアメリカのイラストレーター、バーサ・コーベット・メルチャーが発表したサンボンネットを被ったキャラクター「サンボンネットの赤ちゃん（サンボンネット・ベイビー）」に遡る。その後、1910年代に入り、キルト作家のマリー・ウェブスターがこの愛らしいキャラクターを「サンボンネット・スー」と名付け、キルトのデザインに取り入れたことが、アップリケキルトにおける「サンボンネット・スー」の始まりとされる。

### ホワイトキルト（ホールクロスキルト）
トップに一枚布を使い、キルティングで模様を描いたキルト。

#### ブティ

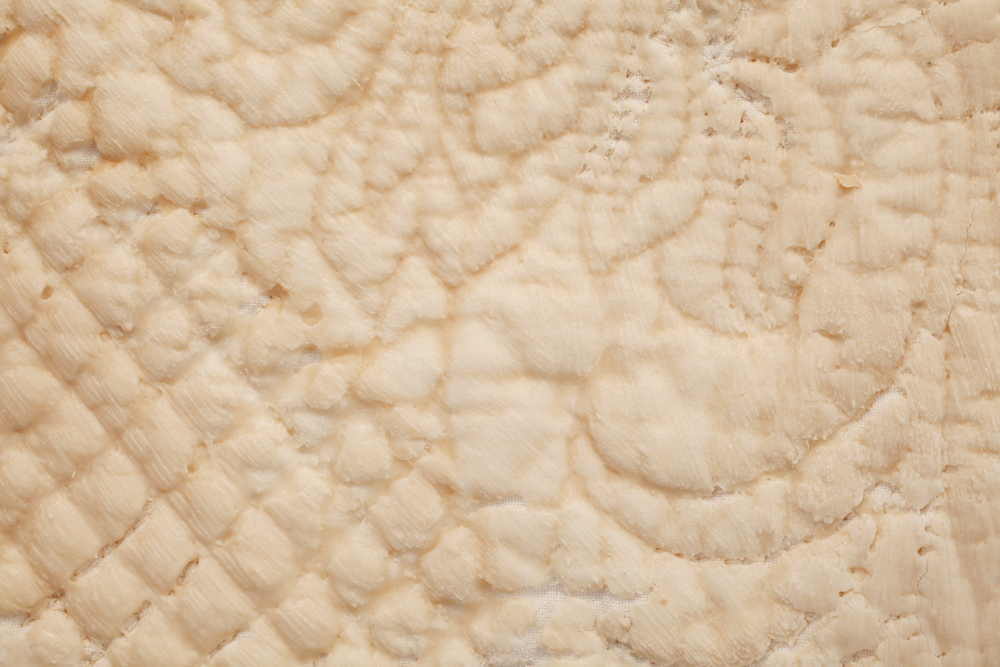
ブティ

ブティは、フランスで考案された伝統的なキルティング技法の一つである。プロヴァンス地方のキルト、あるいはコード付きキルティングとも称される。
この技法の特徴は、中綿を使用せずに生地にステッチを施し、そのステッチとステッチの間に綿糸を丁寧に詰めることで、独特の凹凸を生み出す点にある。通常のキルトと比較して、モチーフの部分が際立ち、立体的な表現が可能となる。
かつては、専門の職人がアトリエにおいて一つひとつ手作業で制作していた。その繊細で優美な仕上がりは貴族階級に広く愛好されたが、フランス革命の混乱期において、その多くが破棄されるという憂き目に遭った。

#### トラプント
トラプントは、イタリアで考案されたキルティング技法の一種である。ブティと類似する点が見られるが、本技法においては、中綿を挟んだ状態でキルティングを行い、その後に裏面からモチーフの特定部分へ綿や毛糸などを詰め込むという工程を特徴とする。
現存する最古のトラプントキルトとしては、トリスタンキルトが挙げられる。

### セルティックキルト
アイルランドのケルト族の伝統模様を使ったキルト。バイアステープを使用して模様を作り、キルトトップにアップリケする。最近では、伝統模様だけでなく、独自にデザインされた作品も多い。

### セミノールキルト
フロリダのセミノール族の模様を再現したキルト。ミシンを主に使用する。紐状の布をはいで一枚布に仕立て、それを切って角度をつけて並べ替え、縫い直す技法。セミノールパッチワーク等もある。

### クレイジーキルト
19世紀に盛んに作られたキルト。ベルベットなどの綿以外の上等な布を多用し、刺繍やレースなどで装飾を加えたものを、ヴィクトリアン・クレイジーキルトと呼ぶ。通常、中綿は入れない。使用するパーツの形状や配置、配色に制限がない。

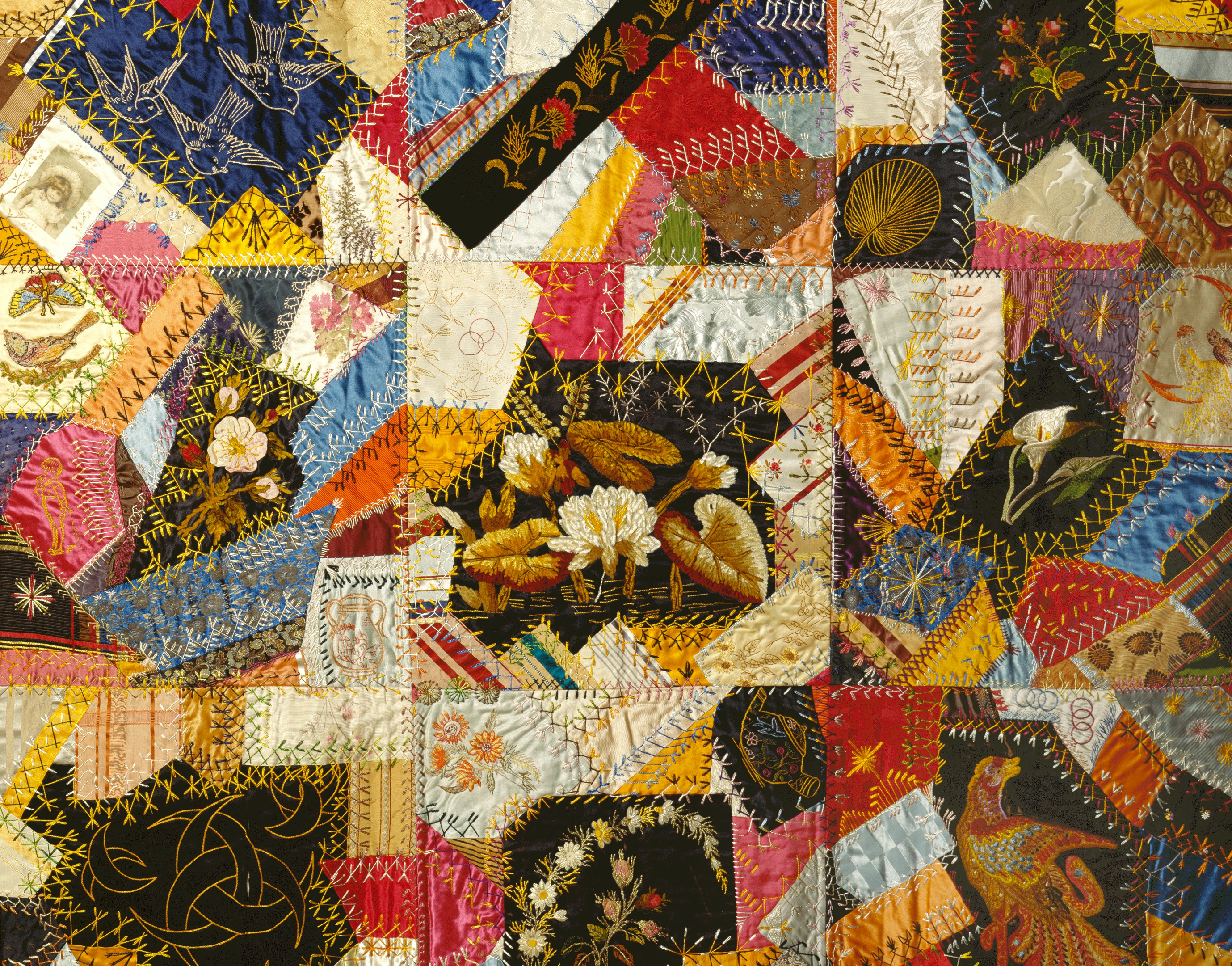
ミズーリ歴史博物館1890年頃のクレイジーキルト

### スラッシュキルト（シュリッツェ）
16世紀にドイツで考案された技法。
シェニール織と同じ技法で、数枚の布を重ね、0.5cm - 2cm 間隔で縫い、縫い目と縫い目の間に切れ込みを入れて水にさらすと切れ込みの部分がほどけ、起毛し、リボンやモールを連ねたような作品が仕上がる。格子状に縫い目を入れて×字型に切れ込みを入れる場合と、バイアス方向に直線上に縫い目と切れ目を入れる場合とがある。

### ステンドグラスキルト
アップリケの縫い目の部分に黒い縁取りをして、ステンドグラスのように仕上げる技法。バイヤステープを使う方法と、リバースアップリケのように縁取り布をくりぬいて作る方法がある。単色の布を主に使用する。

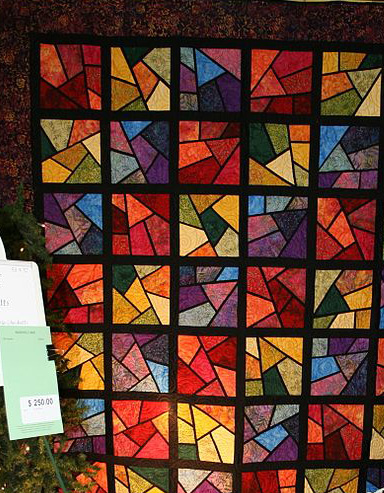
ステンドグラスキルト

## キルトに似た技法
- モラ
- ラザイ（英語版）
- 刺し子

## キルトを扱った作品やイベント
- 映画「キルトに綴る愛」
- NHKドラマ「キルトの家」
- ラジャキルト（英語版）
- NAMESプロジェクトエイズ記念キルト（英語版）
- サザンエイズリビングキルト（英語版）
- 絵画キルト大賞

## キルト作家
- キルターのリスト（英語版）
  - マイケル・ジェームズ（英語版）　キルト・アート（英語版）作家
- 日本のキルト作家
  - 近藤真弓　コラージュキルト作家
  - キャシー中島　ハワイアンキルト作家
  - 平松奈々　元アナウンサー
  - 真山知子　蜷川幸雄の妻
  - 山口怜子　パッチワークキルト作家
  - 山口百恵　元アイドル